# Keizō Hino
Pour les articles homonymes, voir Hino (homonymie).
Keizō Hino (日野 啓三, Hino Keizō, 14 juin 1929 – 14 octobre 2002) est un écrivain japonais.

## Présentation
Il remporte le prix Akutagawa en 1974 pour Ano yūhi (« Le Soleil du soir ») et l'édition 1986 du prix Tanizaki pour Sakyu ga ugoku yo ni (砂丘が動くように). Né à Tokyo, il accompagne ses parents en Corée, alors que le pays est encore sous la domination coloniale japonaise. Après la guerre, il retourne au Japon, diplômé de l'université de Tokyo et rejoint le personnel du Yomiuri Shimbun, un des principaux journaux japonais, en 1952. Il est correspondant étranger en Corée du Sud et au Vietnam avant de devenir romancier. Bien qu'il soit souvent décrit comme un auteur écologiste, l'objet de beaucoup de ses romans est l'environnement physique urbain. Les livres d'Hino ont la particularité d'être à la fois autobiographiques et surréalistes. Son roman Yume no Shima a été traduit en anglais « Isle of Dreams », et en allemand « Trauminsel »; une nouvelle, Bokushikan, a été traduite en anglais sous le titre « Le presbytère », et une autre, Hashigo no tatsu machi 梯の立つ街, traduite en « Jacob's Tokyo Ladder ». Son premier roman traduit en français est Yume no Shima sous le titre l'Ile des rêves, publié aux éditions Philippe Picquier en 2012. Cet ouvrage a été spécialement sélectionné pour le Programme de Publication de Littérature Japonaise (JLPP).

## Titres (sélection)
- Seinaru kanata e : waga tamashii no henreki, Kyoto : PHP Kenkyūjo, 1981.
- Hōyō, Tokyo : Shueisha, 1982.
- Tenmado no aru garēji, Tokyo : Fukutake Shoten, 1982.
- Kagaku no saizensen, Tokyo : Gakuseisha, 1982.
- Seikazoku, Tokyo : Kawade Shobō Shinsha, 1983.
- Nazukerarenu mono no kishibe nite, Tokyo : Shuppan Shinsha, 1984.
- Yume no shima (夢の島?), Tokyo : Kōdansha, 1985.
- Sakyū ga ugoku yōni (砂丘が動くように?), Tokyo : Chūō Kōronsha, 1986.
- Sō (葬?), Tōkyō : Sakuhinsha, 1987.
- Ribingu zero (リビング・ゼロ?), Tokyo : Shueisha, 1987.
- Kyō mo yume miru monotachi wa (きょうも夢みる者たちは－?), Tokyo : Shinchōsha, 1988.
- Doko de mo nai doko ka (どこでもないどこか?), Tokyo : Fukutake Shoten, 1990.
- Dangai no toshi (断崖の年?), Tokyo : Chūō Kōronsha, 1992.
- Taifū no me (台風の眼?), Tokyo : Shinchōsha, 1993.

## Sources
- La Littérature Japonaise - Hino Keizo

## Source de la traduction
- (en) Cet article est partiellement ou en totalité issu de l’article de Wikipédia en anglais intitulé « Keizo Hino » (voir la liste des auteurs).